# Ахматенер (Кукнурське сільське поселення)
Ахматене́р (рос. Ахматенер, марій. Кукмарий) — присілок у складі Сернурського району Марій Ел, Росія. Входить до складу Кукнурського сільського поселення.

## Населення
Населення — 28 осіб (2010; 24 у 2002).
Національний склад (станом на 2002 рік):
- марі — 100 %